# 伊達邦実
伊達 邦実（だて くにざね）は、江戸時代後期の仙台藩一門第二席・亘理伊達家第13代当主。

## 生涯
文政6年（1823年）10月22日、亘理伊達家第12代当主・伊達宗恒の嫡男として生まれる。
天保6年（1835年）3月15日、仙台城で元服。伊達斉邦の偏諱を受けて「邦実」と名乗る。
弘化元年（1844年）10月10日、藩主伊達慶邦の異母妹・保子（佑姫）を娶り、弘化4年12月（西暦では翌1848年）、父・宗恒の隠居にともない家督を相続する。
安政6年（1859年）7月7日死去。享年37。邦実には六男二女があったが、二女の豊子を除いて皆夭逝したため、岩出山伊達義監の二男・邦成を豊子の婿に迎え、養嗣子とした。
正室の佑姫は保子と改名。夫の死後に落飾して貞操院と号し、維新後に養子邦実と北海道に移住して家臣とともに開拓に従事した。

## 系譜
- 父：伊達宗恒

- 正室：保子（伊達斉義の娘）
  - 女子
  - 伊達兵力
  - 伊達初太郎
  - 豊子 - 亀久姫。伊達邦成室
  - 伊達兵力
  - 伊達虎若
  - 伊達寿
  - 伊達駒若

- 養子：伊達邦成 - 岩出山伊達義監の二男